# Palpita uedai
Palpita uedai là một loài bướm đêm trong họ Crambidae.